# Jay Ellis
Wendell Ramone "Jay" Ellis Jr.  (Carolina do Norte, 27 de dezembro de 1981) é um ator americano.
Nascido em Sumter, Carolina do Norte, ele começou como modelo, antes de se mudar para Los Angeles e iniciar sua carreira de ator. Em 2013, ele recebeu seu primeiro papel importante na série The Game da BET. Em 2015, ele se juntou ao elenco da série Insecure da HBO, que estreou em 2016, papel esse de maior reconhecimento que lhe rendeu o prêmio de Melhor Ator Coadjuvante em Série de Comédia no 49º NAACP Image Awards.   Ele também desempenou o papel principal no filme de terror Escape Room em 2019 e estará no próximo Top Gun: Maverick.